# Dichotomius bicuspis
Dichotomius bicuspis är en skalbaggsart som beskrevs av Ernst Friedrich Germar 1824. Dichotomius bicuspis ingår i släktet Dichotomius och familjen bladhorningar. Inga underarter finns listade i Catalogue of Life.